# Maadna
Maadna  (in arabo لمعادنة‎?) è un centro abitato e comune rurale del Marocco situato nella provincia di Khouribga, regione di Béni Mellal-Khénifra. Conta una popolazione di 6 227 abitanti (censimento 2014).